# Hjul
Et hjul er en genstand, der er lavet til at dreje om en akse. De fleste hjul er runde, men især tandhjul kan i visse sammenhænge laves ovale eller med et eller flere udspring for en periodisk påvirkning af en enhed, der skal bevæge sig.
Hjul bruges til transport, hvor rullebevægelsen fjerner det meste af friktionen mellem byrden og underlaget. I tidligere tider kunne et hjul være en skive af en træstamme, en skive lavet af tilskårne planker eller hvad datidens fantasi ellers kunne præstere. I dag er de fleste transporthjul lavet med et nav, en fælg og et dæk. På visse lette hjul, bl.a. på cykler, er der kun fælg foruden forbundet til navet med eger.
I en motor kan et svinghjul holde rotationen i gang med sin masse.
Hvis et hjul bliver tilpas bredt eller opbygget på en bestemt måde, kaldes det en rulle.
Hjul bruges også i spil, f.eks. lykkehjul, roulette og andre spil, hvor du vædder om eller får gevinst efter hvor hjulet standser.
I Indien var hjulet symbol for verdensherskeren, som satte alt i bevægelse. Hjulet ses stadig i Indiens flag.
En kendt talemåde i Danmark er: "Små hjul kan flytte store ting". Med det menes, at selvom man ikke er den vigtigste deltager, så kan man alligevel yde en præstation. Af og til udtrykkes det klarere at mange "små hjul" i fællesskab flytter "byrden", som det største hjul alene ikke kunne bære.
Verdens største producent af hjul, er overraskende faktisk legetøjsproducneten Lego, som dagligt producere 870.000 dæk.[kilde mangler]

## Historie
Den ældste kendte anvendelse af hjulet anses i dag at være som drejeskive ved keramikforarbejdning (cirka 3000 f.Kr.) i området omkring Mesopotamien. Vognhjulet blev opfundet i Kina cirka omkring 2500 f.Kr. Inkaerne og andre vestlige samfund konstruerede hjullignende mekanismer. Man har fundet legetøj, der indeholder hjullignende konstruktioner og disse dateres til ca. år 1500 f.Kr. Selvom hjulet oprinder fra Afrika, så blev det ikke indført i samhandlen omkring Sahara, samt Australien før europæerne begyndte at besejle disse områder. 
Bemærk, at de første indikationer på mennesket (Homo sapiens) dateres til omkring 100.000 f.Kr. og at gennem ca. 96.000 år har personer med samme kapacitet som vor egen gået omkring inden opdagelsen af hjulet blev gjort. Der findes dog indikationer på, at menneskerne på den tid levede i små grupper og de havde ingen nytte af at transportere materiel over længere strækninger. Desuden kræver hjulet en hjulaksel sat fast, hvilket er en mere kompleks konstruktion.
Heller ikke den biologiske evolution på makroniveau har udviklet organismer med de energifordelinger hjulet giver, hvis man ser bort fra visse edderkoppearter, som ruller sig sammen til en rund bold og flygter i tilfælde af angreb.